# 706348 Montcabrer
706348 Montcabrer è un asteroide della fascia principale interna. Scoperto nel 2009, presenta un'orbita caratterizzata da un semiasse maggiore pari a 2,361831 UA e da un'eccentricità di 0,143919, inclinata di 6,634833° rispetto all'eclittica.
Montcabrer è una montagna di 1389 m. localizzata nel Parco Naturale della Serra de Mariola ad Alicante, in Spagna. Su questa montagna si trova l'Osservatorio Montcabrer, dove è stato scoperto questo asteroide.